# Campeonato de Francia de Rugby 15 1906-07
El Campeonato de Francia de Rugby 15 1906-07 fue la 16.ª edición del Campeonato francés de rugby, la principal competencia del rugby galo.
El campeón del torneo fue el equipo de Stade Bordelais quienes obtuvieron su quinto campeonato.

## Desarrollo

### Cuartos de final
| 1906 | Stade Bordelais | 18 - 6 | SOET |  |  |

| 1906 | Stade Français | 13 - 0 | Le Havre AC |  |  |

| 1906 | US Le Mans | 10 - 6 | US Cognac |  |  |

### Semifinal
| 1906 | Stade Bordelais | 15 - 0 | FC Lyon |  |  |

| 1906 | Stade Français | 39 - 0 | US Le Mans |  |  |

### Final
| 24 de marzo de 1907 | Stade Bordelais | 14 - 3  | Stade Français | Route du Médoc, Bordeaux |  |
|                     |                 | Reporte |                |                          |  |

| Bandera de Francia      |
| Campeón Stade Bordelais |
| Quinto título           |